# Marie-Lise Housseau
Pour les articles homonymes, voir Housseau.
Marie-Lise Housseau, née le 3 septembre 1954, est une femme politique française.

## Biographie
Marie-Lise Housseau est directrice de la chambre d'agriculture à Albi.
En 2020, elle est élue maire de Sorèze,,,, puis 1re vice-présidente de la communauté de communes Lauragais Revel Sorèzois,,.
À la suite de l'élection de Philippe Bonnecarrère comme député de la 1re circonscription du Tarn,, elle devient sénatrice du Tarn,,,,.
Elle démissionne de ses fonctions de maire et de 1re vice-présidente de la communauté de communes, mais elle reste conseillère municipale de Sorèze et conseillère communautaire pour l'intercommunalité,.